# Église de la Nativité-de-la-Vierge de Poutinki
L'église de la Nativité-de-la Vierge de Poutinki (en russe : Рождества́ Богоро́дицы в Пути́нках), est une église orthodoxe russe, consacrée à la fête de la Nativité de Marie. L'édifice a été construit dans le style ouzorotché. Il représente un dernier témoignage de l'architecture à toitures pyramidales. À partir de 1652, le patriarche Nikon met un terme à ce type de construction et s'efforce de revenir aux classiques couvertures à cinq coupoles pour les édifices religieux.
L'église est située petite rue Dmitrovka, 4, à Moscou.

## Histoire
L'église a été construite en 1649, après l'incendie qui a détruit l'ancienne église en bois de la Nativité de la Vierge mais elle n'a été terminée qu'en 1652 sous le tsar Alexis Ier.
Comme la fait remarquer Alexandre Chayanov, la dénomination de Poutinki est liée selon certains auteurs au fait qu'à côté de l'église se trouvait la résidence de voyage (en langue russe: dvor poutevoï) des ambassadeurs européens qui arrivaient à Moscou (ils arrivaient par la route de Novgorod et de Tver); pour d'autres auteurs au fait que l'église se trouvait sur les routes (en langue russe: na poutiax) provenant de Dmitrov et d'autres villes du nord. Dans le passé l'église a aussi été appelée en ajoutant à son nom la précision: sur l'ancienne cour des ambassadeurs au Poutinki.
Le bâtiment est construit en brique et suit un plan d'étage rectangulaire nord-sud. Il est surmonté de trois chatiors. Son clocher-tour est également surmonté d'un chatior. Une petite trapeznaïa est disposée à l'ouest
Après son achèvement en 1653, Patriarche Nikon a interdit la construction d'églises couvertes de chatiors en Russie. C'est ainsi que l'église de Poutinki est l'une des dernières de ce type à Moscou
À la fin du XVIIe siècle, est ajoutée une nouvelle trapeznaïa plus grande avec la chapelle du mégalomartyr Théodore Tiron En 1897, la restauration de l'édifice a été réalisée par l'architecte Nikolaï Soultanov.

En 1864, un nouveau porche occidental est construit dans le style de l'ensemble de l'église. Ce porche a été enlevé en 1957 lors d'une restauration et remplacé par un nouveau porche stylisé du XVIIe siècle réalisé par l'architecte N. Svechnikov et sous contrôle de l'académie d'architecture. 

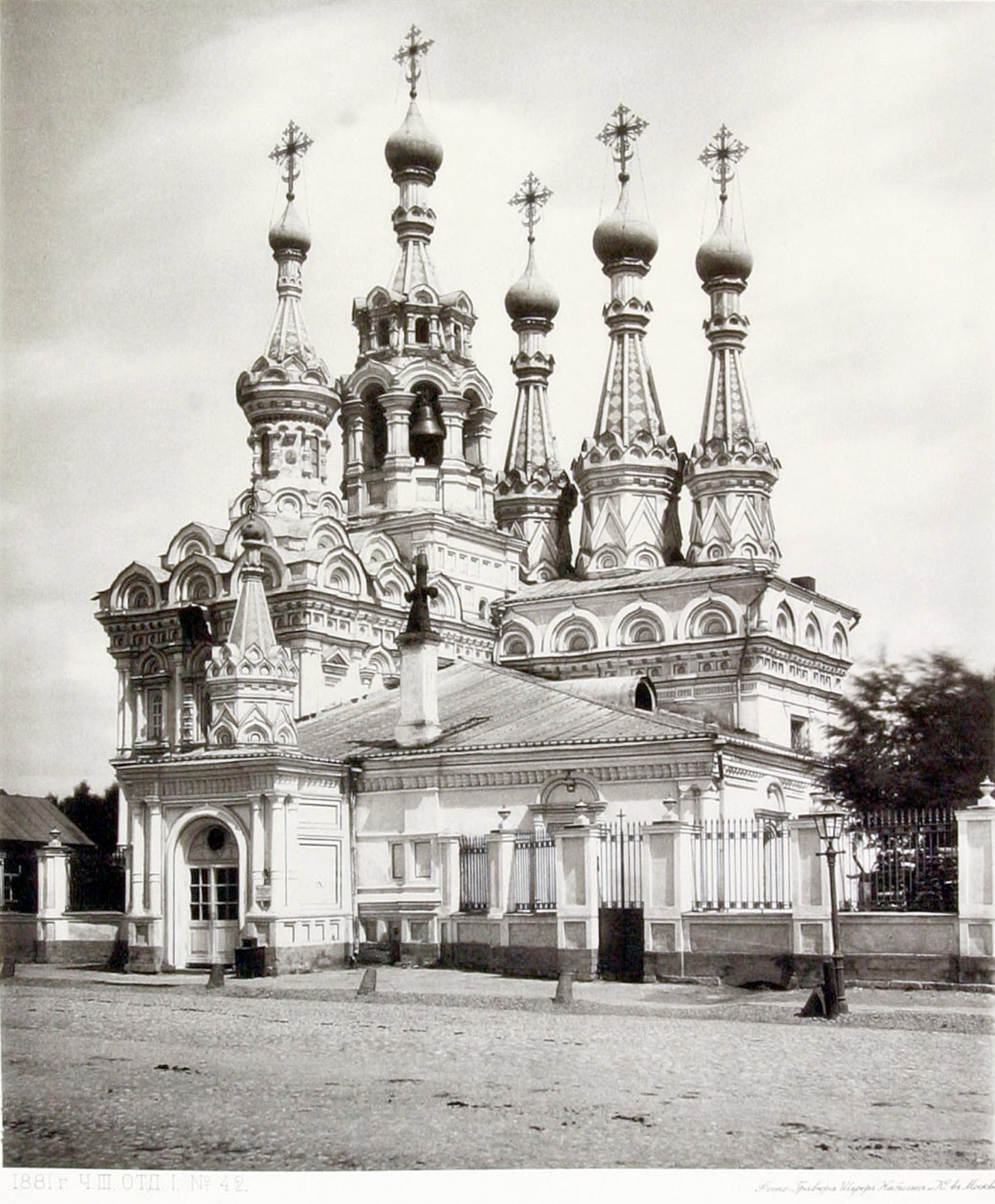
L'église dans les années 1880

Dans les années 1930, ce sont les frères du Monastère Saint-Pierre-le-Haut qui occupent l'église. En 1935 l'église est fermée par le pouvoir soviétique. On installe des bureaux dans l'édifice puis il sert de lieu de répétition pour le Cirque de Moscou et jusqu'à l'été 1990 ce sont des chiens et des singes qui y sont entraînés pour des spectacles ,

## Architecture
Les formes puissantes et asymétriques de l'église de la Nativité de Poutinki rappellent celles de l'église de la Trinité de Nikitniki cela permet même de supposer que les deux édifices ont eu le même architecte. L'église est surmontée de trois pyramides, purement décoratives, d'un chatior aveugle et d'un clocher monumental à toiture octogonale. Celui-ci se dresse à l'angle nord-ouest au-dessus de la chapelle adjacente de la Vierge au Buisson ardent. Les corniches ne sont pas alignées et les volumes sont de hauteurs variables. Le décor souligne le contraste entre la partie inférieure dont les murs sont nus et la partie supérieure richement ouvragée. Des kokochnikis ornent la toiture, la base du clocher et le haut des murs. Les fenêtres sont surmontées de frontons élégants. Les façades sont couvertes de pilastres, de moulures et de colonnettes disposées en faisceau. Nombre de détails paraissent empruntés à la cathédrale Saint-Basile-le-Bienheureux de Moscou. L'historienne d'art Véra Traimond voit dans cet assemblage des volumes un peu disparates, mais dont l'ensemble dégage une impression de dynamisme tout à fait originale.
Louis Réau rappelle, quant à lui, que l'un des plus beaux exemples d'églises à triple pyramides est celle du Monastère Alekseievski à Ouglitch, sur la Volga qui date de 1628.

## Histoire contemporaine

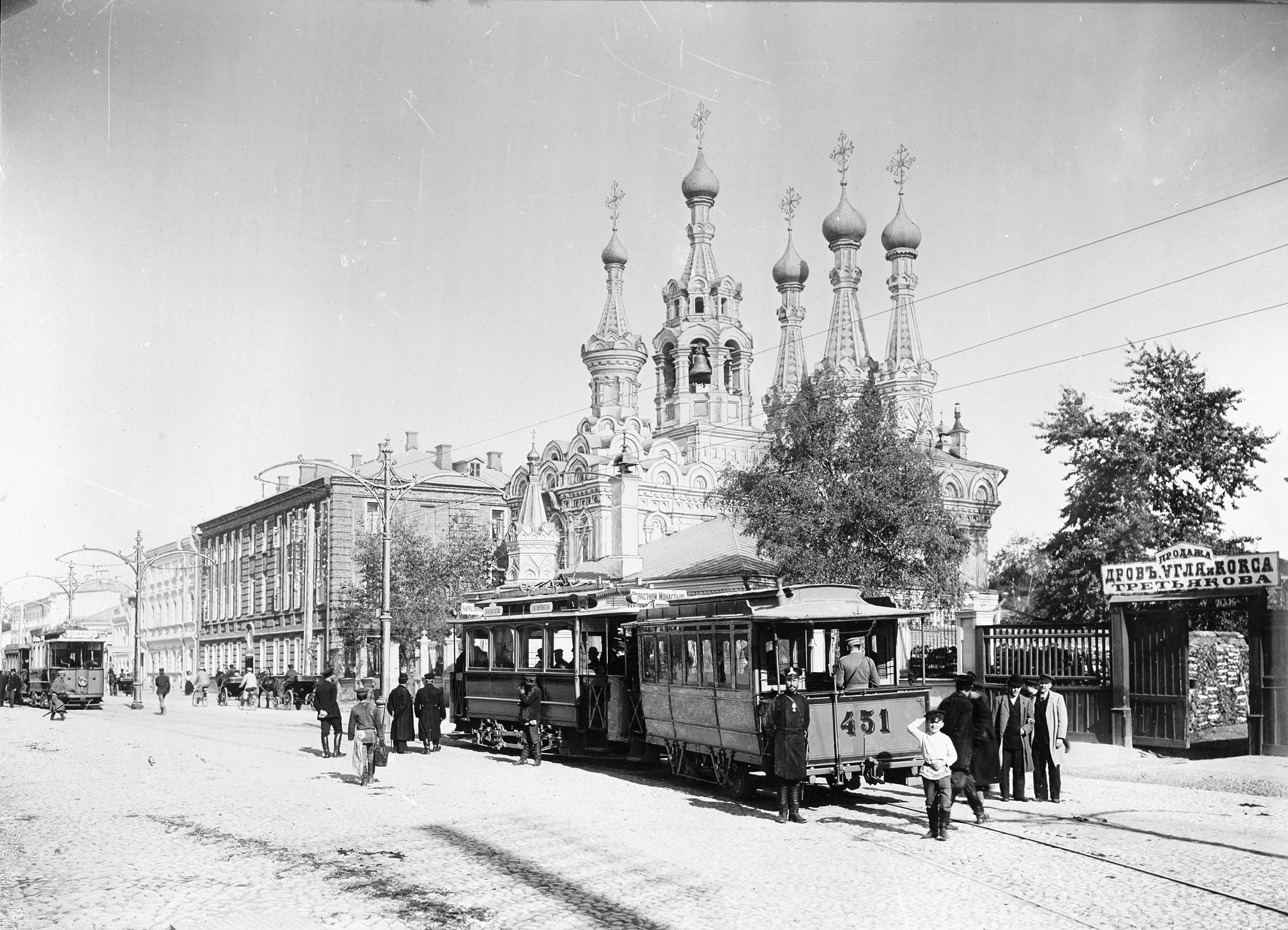
L'église en 1899-1901

En 1990, l'église a été transférée à l'Église orthodoxe russe et une nouvelle restauration a commencé. C'est l'higoumène Séraphin qui est recteur de la paroisse. Mais dans la nuit du 1er au 2 février 1991 il est tué dans des circonstances peu claires.
Les offices religieux ont repris dans l'église en août 1991.
L'acteur russe populaire Alexandre Abdoulov a beaucoup contribué à la restauration de l'église. À son initiative, le Théâtre du Lenkom y a organisé des festivals pour récolter les recettes nécessaires au financement de cette restauration. Le janvier 2008, c'est dans l'église de la Nativité qu'ont eu lieu les obsèques d'Alexandre Abdoulov.